# 1969 a légi közlekedésben
Ez a lista az 1969-es év légi közlekedéssel kapcsolatos eseményeit tartalmazza.

## Események

### Június
- június 4. – A Mexicana de Aviación légitársaság 704-es járata, egy Boeing 727 nem sokkal a Monterreybe való megérkezés előtt a Cerro del Fraile hegybe csapódik. A rajta tartózkodó 79 személy mind életét veszti.[1]
- június 5. – Egy Tupoljev Tu–144 először lépi át a hangsebességet
- október 1. – A Concorde először lépi át a hangsebességet[2]

## Első felszállások
- február 9. – Boeing 747[3]
- március 2. – BAC-Aérospatiale Concorde (001)[2]
- április 6. – BAC-Aérospatiale Concorde (002)[2]
- április 16. – L–410 Turbolet
- szeptember 19. – Mil Mi–24